# ایکون کمیکال
ایکون کمیکال (انگلیسی: Eiken Chemical) شرکت داروسازی ژاپنی است، که در سال ۱۹۳۹ تأسیس شد.